# Сан Ђенаро (Лука)
Сан Ђенаро је насеље у Италији у округу Лука, региону Тоскана.
Према процени из 2011. у насељу је живело 373 становника. Насеље се налази на надморској висини од 226 м.